# Android Studio
Android Studio je vývojové prostředí založené na IntelliJ IDEA. Android studio bylo firmou Google oficiálně představeno 16. května 2013 na konferenci Google I/O. Od června 2013 je zdarma k dispozici pro uživatele na platformách Windows, Mac OS X a Linux.

## Funkce
Vývojové prostředí Android studio nabízí:
- integrované nástroje pro profiling
- testování kompatibility
- podepisování aplikací
- wizardy založené na šablonách (usnadňují tvorbu aplikací s běžným designem)
- editor s možností navrhovat uživatelské rozhraní metodou drag-and-drop[3]

## Práce s Android studiem

### První spuštění
Po prvním spuštění se vás program zeptá, jestli chcete importovat nastavení. Tento krok výrazně zjednodušuje případnou reinstalaci a přenos nastavení. Po tomto kroku se objeví uvítací obrazovka, která nabízí hned několik možností dalšího postupu.

### Založení projektu
Po kliknutí na „Nový projekt“ se dostaneme k procesu tvorby nového projektu. Nejprve vyplníme, název balíčku a cesta, kam se má projekt uložit. Další tři rozbalovací nabídky slouží k výběru cílové verze Android API. Můžete zvolit od minimální po maximální verzi, která je již spustitelná bez režimu kompatibility. A poslední verze proti které se aplikace bude kompilovat. Doporučuje se kompilovat proti stejné verzi, jaká je cílová, popřípadě novější. Dále si můžeme vybrat barevné schéma aplikace. Na závěr vybíráme, zda chceme vlastní ikonu aplikace, nebo zdali bude celý projekt jen knihovnou.

### Design
V Android studiu lze navrhovat design aplikace buď v XML nebo v design módu. Když píšete přímo v XML módu studio automaticky zobrazuje náhled ve vybraném rozlišení zobrazovacího displeje. Studio nabízí i možnost „Preview All Screen Sizes“, což zobrazuje náhledy ve všech možných rozlišeních. Další možností Preview Representative Sample, který zobrazí 4 nejdůležitější. Přesnost v designmódu je velmi vysoká a vkládání prvků je velmi jednoduché. Celé IDE se přizpůsobuje velikosti okna tzn. náhledy se zmenšují/zvětšují, jsou vedle sebe, pod sebou, nebo paleta prvků, pokud má místo, se automaticky zobrazí ve více sloupcích atd.

### Emulátory
Android studio je celé spjaté s buildovacím („sestavovacím“) nástrojem Gradle. Součástí studia jsou i emulátory pro Nexus 4, 7 a 10. Emulátor si můžete dále nakonfigurovat. Můžete změnit Android API, velikost RAM v emulátoru, velikost úložiště a SD karty nebo přední/zadní kameru, kterou lze buď zcela emulovat nebo ji napojit na kameru počítače. Nevýhoda emulátorů spočívá v tom, že jsou pomalé i na relativně rychlém počítači.

### Projekty z Eclipse
Projekty vytvořené v Eclipse ve Studiu sice normálně otevřít nejdou, ale lze je vyexportovat a poté naimportovat.

### Výkon
Vzhledem k tomu, že celé IDE běží na Javě, je velice náročné na CPU i RAM. Dokonce i na výkonném počítači zabralo až 60% CPU. U RAM je třeba počítat s minimálně 2GB, na které se IDE rozroste (memory leak). Gradle, které je založené také na Javě, dokáže nejen využít CPU, ale je nutné počítat přibližně s 10 sekundami při sestavování, a 5 sekundami při instalaci pomocí ADB (i pří použití VM). Projekty vytvořeny pomocí tohoto IDE mají složitou strukturu, a zaberou o dost místa více, než základní, či alespoň optimalizovaná struktura.